# Рептон, Хамфри
Хамфри Рептон (англ. Humphry Repton) — английский ландшафтный архитектор, представитель третьего (после Уильяма Кента и Ланселота Брауна) и последнего поколения мастеров «английского пейзажного парка».
Рептон происходил из состоятельного семейства и готовился стать негоциантом, когда, во время пребывания в своём поместье, увлёкся садоводством и акварельными пейзажами. В 1788 г. при содействии герцогов Портланда и Норфолка он открыл собственное дело. Рептон не одобрял открытые пространства, стараясь засаживать их группами деревьев. Он не брался за перепланировку таких грандиозных по площади парков, как его предшественник Браун, и старался сглаживать переход между усадебным домом и парком за счёт сложной системы лестниц и террас.
Садоводческая практика Рептона хорошо известна благодаря его собственным монографиям, а также факсимильному воспроизведению его рукописей, которое было издано в 4 томах в 1970-е годы. Перед разработкой проекта «улучшений» того или иного парка Рептон выезжал на местность, с которой снимал акварельные рисунки. На них он накладывал изображение предполагаемых изменений и направлял для утверждения землевладельцу. С архитекторами он зачастую не ладил, а с Джоном Нэшем и вовсе рассорился, обвинив его в «краже» собственного проекта Королевского павильона в Брайтоне.

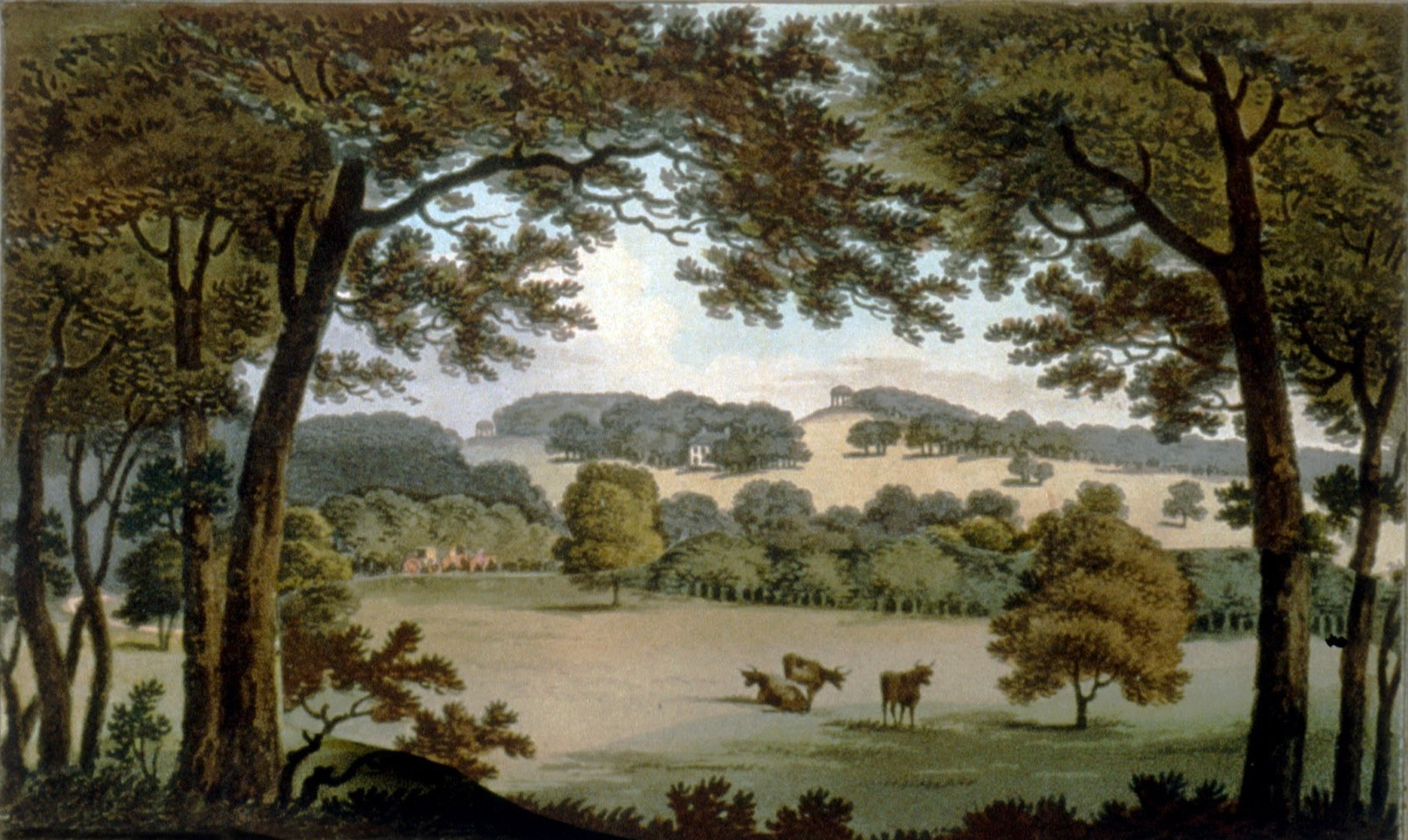
Йоркширский пейзаж до перепланировки Рептоном
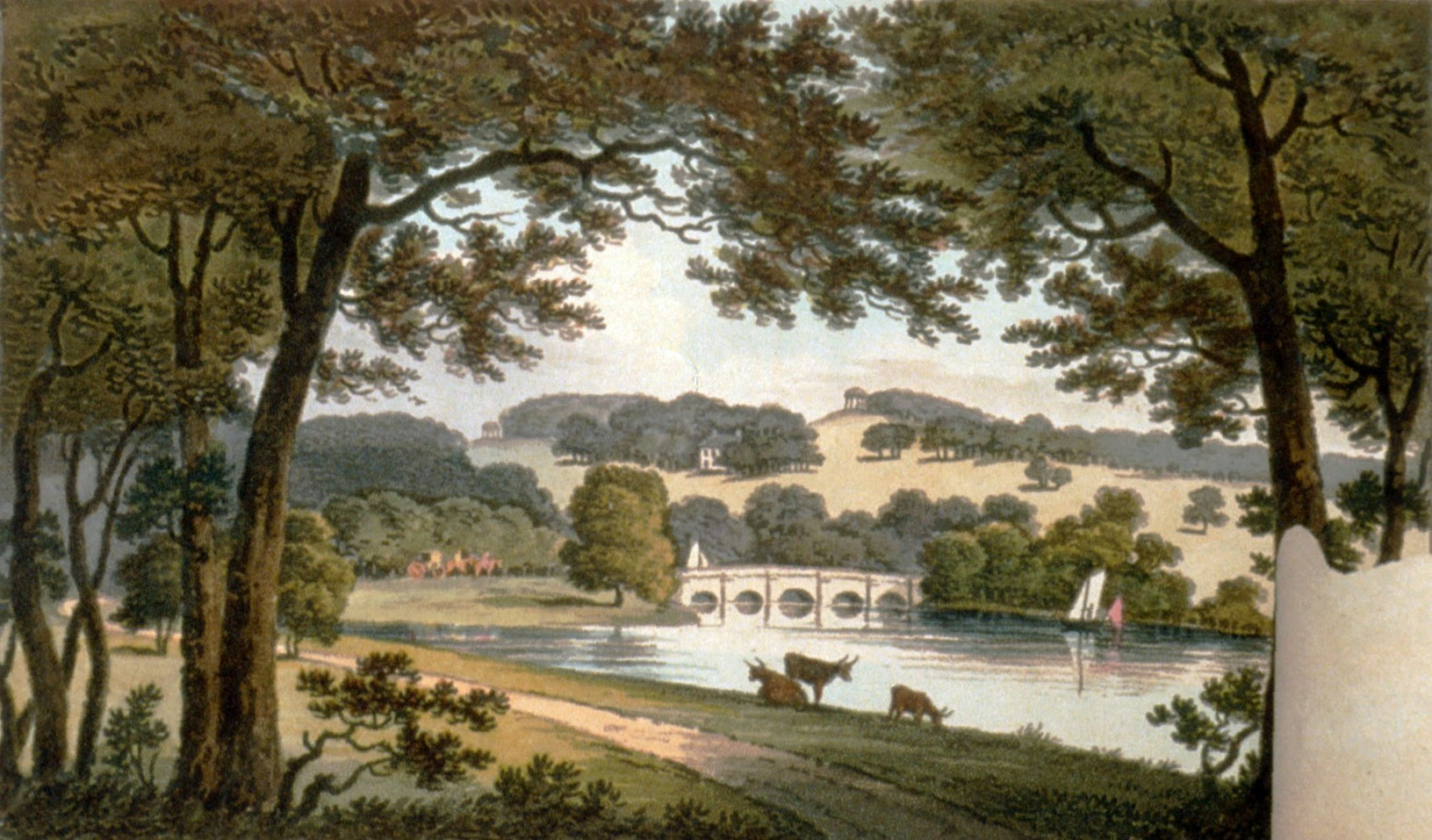
Тот же пейзаж в результате перепланировки
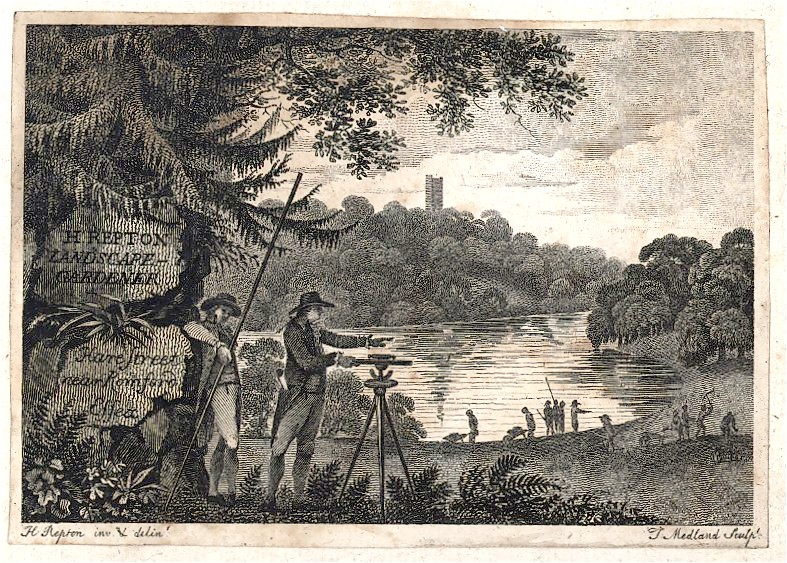
Визитная карточка Хамфри Рептона